# Alsomitra macrocarpa
Alsomitra macrocarpa (Latijn: 'bosjeshoofdtooi' en 'met grote vruchten') is een liaan in de komkommerfamilie (Cucurbitaceae). De soort komt voor in de tropische regenwouden van de Indische Archipel en de Indonesische eilanden en wordt in het Engels Javan Cucumber (Javaanse komkommer) genoemd.

## Beschrijving

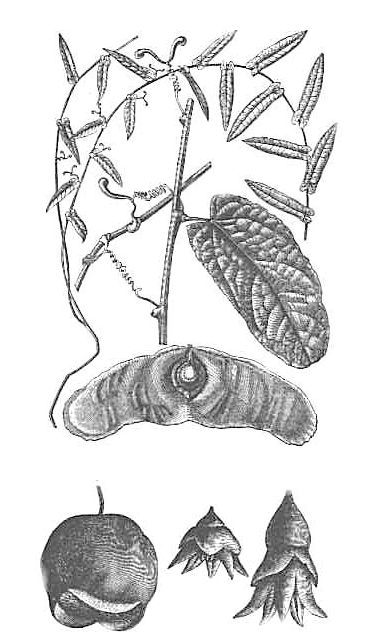
Van boven naar beneden: Stengel met bladeren, gevleugeld zaad, vrucht en bloemen.

De vrucht van Alsomitra macrocarpa ontwikkelt zich hoog in de boomlaag tot een bal met een diameter van ongeveer dertig centimeter. In de vrucht zitten een groot aantal zaden dicht opeen gepakt.
Elk zaad is voorzien van twee papierachtige schutbladen. Met een spanwijdte van maximaal dertien centimeter behoren de zaden van Alsomitra macrocarpa tot de grootste gevleugelde zaden in het plantenrijk. Na rijping vallen de zaden aan de onderzijde uit de vrucht. Dankzij de vorm en grootte van hun vleugels glijden de zaden in grote cirkels naar beneden, waarbij ze grote afstanden afleggen voor ze op de grond neerkomen. Er zijn zelfs zaden gevonden op het dek van schepen op zee.

## Toepassing
De zaden van Alsomitra macrocarpa inspireerden de gebroeders Horten voor het ontwerp van de Parabola, een zogenaamde vliegende vleugel. Een andere luchtvaartpionier die de vorm van de zaden gebruikte voor zijn vliegtuigontwerp was Igo Etrich.